# کوارک ته
کوارک ته یا کوارک زیبایی (نماد : b )یکی از کوارک‌های نسل سوم با بار الکتریکی ۱⁄۳e- است. اگرچه همه ‌کوارک‌ها به شکل مشابهی توسط کرومودینامیک کوانتومی توصیف می‌شوند، جرم زیاد کوارک ته ( تقریبا ۴٫۲ GeV/c۲,، کمی بیشتر از ۴ برابر جرم پروتون) در کنار مقادیر پایین آرایه‌های Vub and Vcb ماتریس سی‌کی‌ام آن ویژگیهای متمایزکننده‌ای به آن می‌دهد که تشخیص تجربی آن را (با استفاده از تکنیکی به نام برچسب‌زنی بی) آسان می‌کند. از آنجا که سه نسل کوارک برای نقض سی‌پی لازم است (ماتریس سی‌کی‌ام را ببینید)، مزون‌های شامل کوارک ته، ساده‌ترین ذرات برای بررسی این پدیده هستند. این بررسی از طریق آزمایشهای بابار، بل و زیبایی برخورد دهنده هاردونی بزرگ انجام می‌شود. کوارک ته همچنین از این نظر قابل توجه است که محصول تقریبا تمامی واپاشی‌های کوارک سر است و یکی از محصولات غالب واپاشی بوزون هیگز است.
استدلال در زمینه وجود کوارک ته، در سال ۱۹۷۳، توسط فیزیکدانانی به نام‌های ماکوتو کوبایاشی و شیهید ماسکاوا و برای توضیح دادن نقض سی‌پی ارائه شد. نام ته در سال ۱۹۷۵ توسط هایم هراری معرفی شد.
کوارک ته در سال ۱۹۷۷ توسط تیم آزمایش ای۲۲۸ آزمایشگاه فرمی، به رهبری لئون لدرمن،  کشف شد.
کوبایاشی و ماسکاوا نوبل فیزیک سال ۲۰۰۸ را برای پیش‌بینی وجود کوارک‌های سر و ته که با هم نسل سوم کوارک‌ها را تشکیل می‌دهند، دریافت نمودند.

در هنگام کشف آن تلاشهایی صورت گرفت که نام آن را «زیبایی» بگذارند اما در نهایت نام «ته» مورد پذیرش بیشتری قرار گرفت.
کوارک ته از طریق برهم‌کنش هسته‌ای ضعیف به یک کوارک افسون یا یک کوارک بالا واپاشی می‌شود. هر دوی این واپاشی‌ها توسط ماتریس سی‌کی‌ام سرکوب می‌شوند و دوره زندگی بیشتر ذره‌های کوارک ته را به (~۱۰−۱۲ s) می‌رساند که کمی بیشتر از ذره‌های افسونی (~۱۰−۱۳ s) است اما از ذره‌های شگفت (از ~۱۰−۱۰ تا ~۱۰−۸ s) کوچکتر است.

## هادرون‌های حاوی کوارک ته
برخی از هادرون‌های حاوی کوارک ته عبارتند از: 
- مزون B که از یک کوارک ته (یا پادذره آن) و یک کوارک بالا یا پایین ساخته شده‌است.
- مزون‌های Bc و Bs که از یک کوارک ته و به ترتیب یک کوارک افسون و کوارک شگفت ساخته شده‌است.
- باریون‌های فراوانی که ترکیب کوارک ته داشته باشند دیده‌شده‌است (مانند Λb0)

## منبع
1. 1 2  
"Discoveries at Fermilab – Discovery of the Bottom Quark" (Press release). آزمایشگاه فرمی. 7 August 1977. Retrieved 2009-07-24.
2. 1 2 3  J. Beringer (Particle Data Group);  et al. (2012). "PDGLive Particle Summary 'Quarks (u, d, s, c, b, t, b′, t′, Free)'" (PDF). Particle Data Group. Archived from the original (PDF) on 12 May 2013. Retrieved 2012-12-18.
3. ↑  M. Kobayashi; T. Maskawa (1973). "CP-Violation in the Renormalizable Theory of Weak Interaction". Progress of Theoretical Physics. 49 (2): 652–657. Bibcode:1973PThPh..49..652K. doi:10.1143/PTP.49.652. Archived from the original on 24 December 2008. Retrieved 3 اكتبر 2015. {{cite journal}}: Check date values in: |access-date= (help)
4. ↑  
H. Harari (1975). "A new quark model for hadrons". Physics Letters B. 57 (3): 265. Bibcode:1975PhLB...57..265H. doi:10.1016/0370-2693(75)90072-6.
5. ↑  
K.W. Staley (2004). The Evidence for the Top Quark. انتشارات دانشگاه کمبریج. pp. 31–33. ISBN 978-0-521-82710-2.
6. ↑  L.M. Lederman (2005). "Logbook: Bottom Quark". Symmetry Magazine. 2 (8). Archived from the original on 4 October 2006. Retrieved 3 October 2015.
7. ↑  
S.W. Herb; Hom, D.; Lederman, L.; Sens, J.; Snyder, H.; Yoh, J.; Appel, J.; Brown, B.; Brown, C.; Innes, W.; Ueno, K.; Yamanouchi, T.; Ito, A.; Jöstlein, H.; Kaplan, D.; Kephart, R.;  et al. (1977). "Observation of a Dimuon Resonance at 9.5 GeV in 400-GeV Proton-Nucleus Collisions". Physical Review Letters. 39 (5): 252. Bibcode:1977PhRvL..39..252H. doi:10.1103/PhysRevLett.39.252.
8. ↑  2008 Physics Nobel Prize lecture by Makoto Kobayashi
9. ↑  2008 Physics Nobel Prize lecture by Toshihide Maskawa